# Antonio Pasquale di Borbone-Spagna
Antonio Pasquale di Borbone-Spagna, in spagnolo Antonio Pascual de Borbón y Wettin (Caserta, 31 dicembre 1755 – San Lorenzo de El Escorial, 20 aprile 1817), fu un infante di Spagna, figlio del re Carlo III di Spagna e fratello minore dei re Carlo IV di Spagna e Ferdinando I delle Due Sicilie.

## Biografia
Nato presso il Palazzo Vecchio (Acquaviva), a Caserta, con i nomi Antonio Pasquale Francesco Saverio Giovanni Nepomuceno Aniello Raimondo Silvestro di Borbone e Sassonia, era uno dei più intelligenti e laboriosi figli di Carlo III, assieme all'infante Gabriele, e aveva una forte somiglianza con il fratello maggiore Carlo IV. Fu un umanista devoto alle arti. I suoi interessi erano il giardinaggio, l'agricoltura e la caccia. Era epilettico: sviluppò questa malattia da piccolo, dopo aver sbattuto la testa contro un tavolo.
Alla morte dello zio Ferdinando VI di Spagna, che non aveva mai conosciuto, i suoi genitori, il fratello maggiore e le due sorelle, Maria Luisa e Maria Giuseppina e l'altro fratello Gabriele partirono dal Regno di Napoli per la Spagna, dove suo padre venne incoronato come Carlo III. Sua madre, Maria Amalia di Sassonia, morì nel 1760.
Il 25 agosto 1795, all'età di quarant'anni, sposò la nipote Maria Amalia, figlia sedicenne di suo fratello Carlo IV, che morì tre anni più tardi dando alla luce un figlio nato morto.
Fu tra i sostenitori del nipote Ferdinando, principe delle Asturie, e disapprovava profondamente Manuel Godoy.
Fu a capo della Junta Suprema de Gobierno durante l'assenza del fratello e del nipote, quando essi tentarono di assecondare Napoleone a Bayonne. Durante la guerra d'indipendenza spagnola che ne seguì, visse con il resto della famiglia reale agli arresti domiciliari a Valençay.
Al termine della guerra svolse numerosi incarichi di alto livello. Fu un fervente sostenitore dell'assolutismo, organizzando movimenti per la restaurazione della monarchia assoluta.

## Titoli nobiliari

Stemma dell'infante Antonio Pasquale

- 31 dicembre 1755 - 10 agosto 1759: Sua Altezza Reale Principe Antonio Pasquale di Napoli e Sicilia, Infante di Spagna;
- 10 agosto 1759 - 20 aprile 1817: Sua Altezza Reale l'Infante Don Antonio Pasquale.

## Ascendenza
|                                    |                       |                                              | Genitori                                  |  |  | Nonni |  |  | Bisnonni               |  |  | Trisnonni            |  |
|                                    |                       |                                              |                                           |  |  |       |  |  | Luigi, il Gran Delfino |  |  | Luigi XIV di Francia |  |
|                                    |                       |                                              |                                           |  |  |       |  |  | Luigi, il Gran Delfino |  |  | Luigi XIV di Francia |  |
|                                    |                       | Maria Teresa d'Asburgo                       |                                           |  |  |       |  |  | Luigi, il Gran Delfino |  |  |                      |  |
| Filippo V di Spagna                |                       |                                              |                                           |  |  |       |  |  | Luigi, il Gran Delfino |  |  |                      |  |
|                                    |                       | Maria Anna Vittoria di Baviera               | Ferdinando Maria di Baviera               |  |  |       |  |  |                        |  |  |                      |  |
|                                    |                       | Maria Anna Vittoria di Baviera               | Ferdinando Maria di Baviera               |  |  |       |  |  |                        |  |  |                      |  |
|                                    |                       | Maria Anna Vittoria di Baviera               | Enrichetta Adelaide di Savoia             |  |  |       |  |  |                        |  |  |                      |  |
| Carlo III di Spagna                |                       | Maria Anna Vittoria di Baviera               |                                           |  |  |       |  |  |                        |  |  |                      |  |
|                                    |                       | Odoardo II Farnese                           | Ranuccio II Farnese                       |  |  |       |  |  |                        |  |  |                      |  |
|                                    |                       | Odoardo II Farnese                           | Ranuccio II Farnese                       |  |  |       |  |  |                        |  |  |                      |  |
|                                    |                       | Odoardo II Farnese                           | Isabella d'Este                           |  |  |       |  |  |                        |  |  |                      |  |
| Elisabetta Farnese                 |                       | Odoardo II Farnese                           |                                           |  |  |       |  |  |                        |  |  |                      |  |
|                                    |                       | Dorotea Sofia di Neuburg                     | Filippo Guglielmo del Palatinato          |  |  |       |  |  |                        |  |  |                      |  |
|                                    |                       | Dorotea Sofia di Neuburg                     | Filippo Guglielmo del Palatinato          |  |  |       |  |  |                        |  |  |                      |  |
|                                    |                       | Dorotea Sofia di Neuburg                     | Elisabetta Amalia d'Assia-Darmstadt       |  |  |       |  |  |                        |  |  |                      |  |
| Antonio Pasquale di Borbone-Spagna |                       | Dorotea Sofia di Neuburg                     |                                           |  |  |       |  |  |                        |  |  |                      |  |
|                                    | Augusto II di Polonia | Giovanni Giorgio III di Sassonia             |                                           |  |  |       |  |  |                        |  |  |                      |  |
|                                    | Augusto II di Polonia | Giovanni Giorgio III di Sassonia             |                                           |  |  |       |  |  |                        |  |  |                      |  |
|                                    | Augusto II di Polonia | Anna Sofia di Danimarca                      |                                           |  |  |       |  |  |                        |  |  |                      |  |
| Augusto III di Polonia             | Augusto II di Polonia |                                              |                                           |  |  |       |  |  |                        |  |  |                      |  |
|                                    |                       | Cristiana Eberardina di Brandeburgo-Bayreuth | Cristiano Ernesto di Brandeburgo-Bayreuth |  |  |       |  |  |                        |  |  |                      |  |
|                                    |                       | Cristiana Eberardina di Brandeburgo-Bayreuth | Cristiano Ernesto di Brandeburgo-Bayreuth |  |  |       |  |  |                        |  |  |                      |  |
|                                    |                       | Cristiana Eberardina di Brandeburgo-Bayreuth | Sofia Luisa di Württemberg                |  |  |       |  |  |                        |  |  |                      |  |
| Maria Amalia di Sassonia           |                       | Cristiana Eberardina di Brandeburgo-Bayreuth |                                           |  |  |       |  |  |                        |  |  |                      |  |
|                                    |                       | Giuseppe I d'Asburgo                         | Leopoldo I d'Asburgo                      |  |  |       |  |  |                        |  |  |                      |  |
|                                    |                       | Giuseppe I d'Asburgo                         | Leopoldo I d'Asburgo                      |  |  |       |  |  |                        |  |  |                      |  |
|                                    |                       | Giuseppe I d'Asburgo                         | Eleonora del Palatinato-Neuburg           |  |  |       |  |  |                        |  |  |                      |  |
| Maria Giuseppa d'Austria           |                       | Giuseppe I d'Asburgo                         |                                           |  |  |       |  |  |                        |  |  |                      |  |
|                                    |                       | Guglielmina Amalia di Brunswick-Lüneburg     | Giovanni Federico di Brunswick-Lüneburg   |  |  |       |  |  |                        |  |  |                      |  |
|                                    |                       | Guglielmina Amalia di Brunswick-Lüneburg     | Giovanni Federico di Brunswick-Lüneburg   |  |  |       |  |  |                        |  |  |                      |  |
|                                    |                       | Guglielmina Amalia di Brunswick-Lüneburg     | Benedetta Enrichetta del Palatinato       |  |  |       |  |  |                        |  |  |                      |  |
|                                    |                       | Guglielmina Amalia di Brunswick-Lüneburg     |                                           |  |  |       |  |  |                        |  |  |                      |  |